# Gallienia sclerophylla
Gallienia sclerophylla là một loài thực vật có hoa trong họ Thiến thảo. Loài này được Dubard & Dop mô tả khoa học đầu tiên năm 1925.